# لمورهای ماداگاسکار (کتاب)

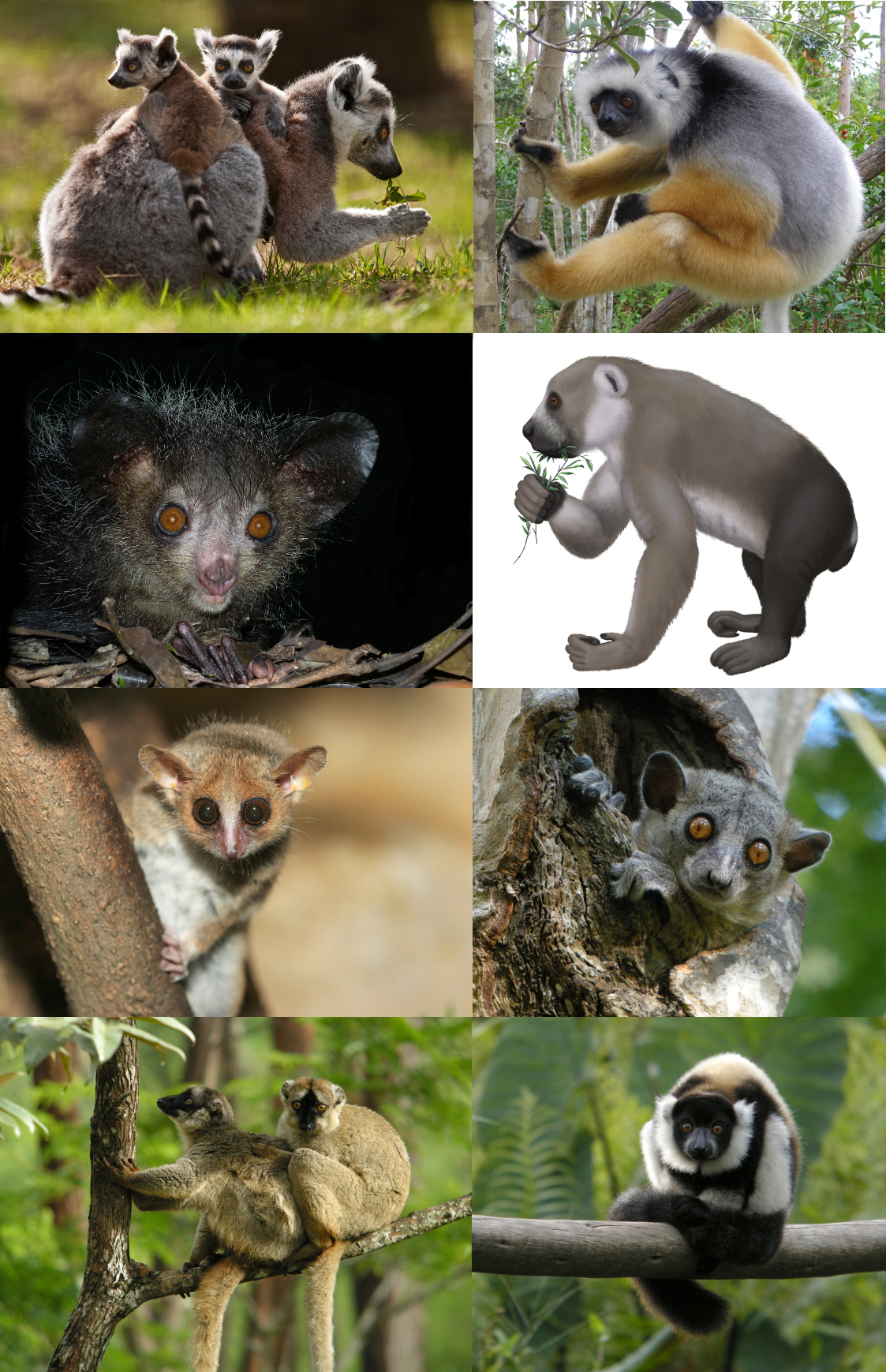
تصاویر چند گونه لمور

کتاب لمورهای ماداگاسکار یک راهنمای جامع میدانی است که نخستین بار در سال ۱۹۹۴ توسط سازمان بین‌المللی حفاظت منتشر شد. نویسندهٔ اصلی این کتاب راسل ای. میترمایر و تصویرگر آن استیون دی. نش هستند. این کتاب که در سال ۲۰۱۰ به چاپ سوم خود رسید، اطلاعات کامل دربارهٔ تمام گونه‌های شناخته‌شده لمورها، تاریخ طبیعی، وضعیت حفاظتی و مکان‌های مشاهدهٔ آن‌ها را ارائه می‌دهد. در هر نسخهٔ جدید، تعداد گونه‌های شناسایی‌شده افزایش یافته است: از ۵۰ گونه در چاپ اول به ۷۱ در چاپ دوم و ۱۰۱ در چاپ سوم.
این کتاب علاوه بر معرفی گونه‌ها، به مباحثی چون منشأ لمورها، لمورهای منقرض‌شده (لمورهای ساب فسیلی) و چالش‌های حفاظتی می‌پردازد. همچنین راهنمایی‌هایی برای مشاهدهٔ لمورها در زیستگاه طبیعی‌شان ارائه می‌شود. چاپ سوم کتاب فصلی دربارهٔ تاریخ زمین‌شناسی ماداگاسکار نیز افزوده است. نسخه‌های جیبی از این کتاب نیز برای استفادهٔ آسان‌تر در میدانی منتشر شده‌اند.
این اثر در نشریاتی همچون International Journal of Primatology ، Conservation Biology و  Lemur News بسیار تحسین شده است؛ به ویژه به خاطر عمق مطالب، کیفیت بالای تصاویر و توجه به مسائل حفاظتی. با این حال، برخی منتقدان به افزایش تعداد گونه‌های معرفی‌شده (پدیده‌ای که به آن «تورم تاکسونومیک» گفته می‌شود) و کاهش قابلیت حمل کتاب در نسخه‌های جدیدتر انتقاد کرده‌اند.
با وجود این انتقادات، لمورهای ماداگاسکار به عنوان یک منبع بسیار ارزشمند برای پژوهشگران، حافظان محیط زیست و گردشگران طبیعت‌دوست شناخته می‌شود و نقشی مهم در افزایش آگاهی و حفاظت از تنوع زیستی منحصربه‌فرد ماداگاسکار ایفا کرده است.